# Zúzmara

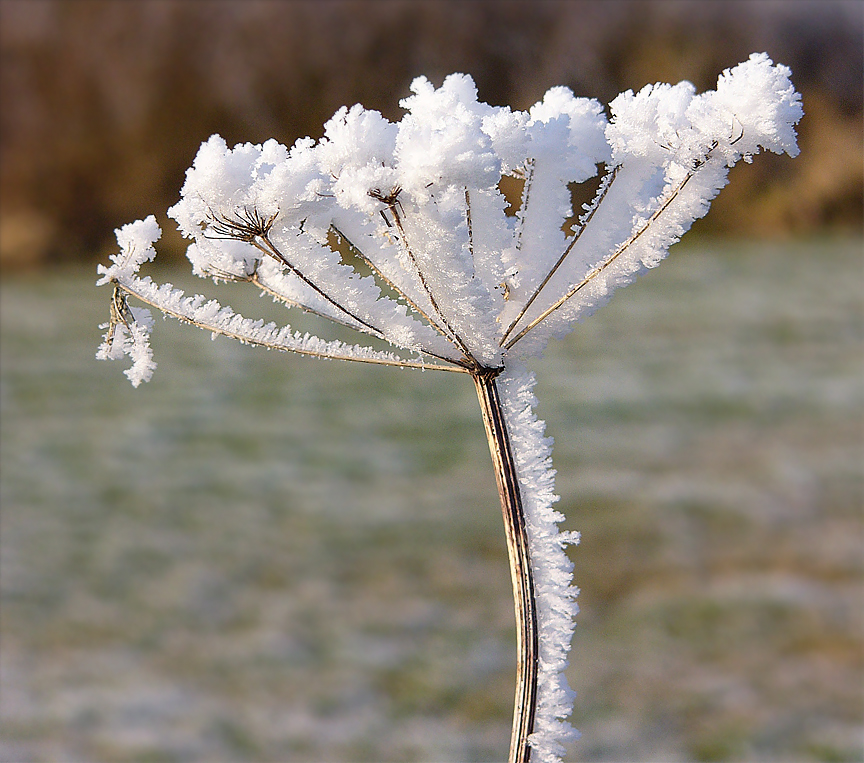
Zúzmara egy növényen

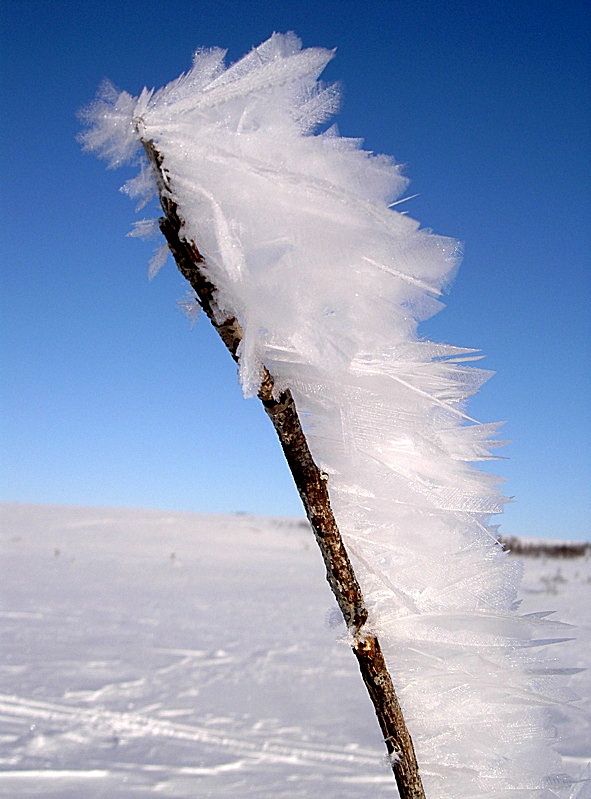
Zúzmara tollai az Alta fölötti fennsíkon, Norvégiában, az északi szélesség 70 foknál

A zúzmara kialakulása: A kisugárzással 0° C alá hűlt felületekre az enyhe mozgású és enyhe hőmérsékletű levegőből a szélnek kitett oldalon jégkristályok rakódnak le. Három fajtáját különböztethetjük meg, amelyeknek keletkezési mechanizmusa egymástól eltérő.
Finom zúzmara: Jégkristályokból, jégtűkből álló, viszonylag vékony, könnyen lekaparható, lerázható kristályos réteg, amely szélcsendben vagy gyenge légáramlásban keletkezik és a tárgyak felszínét közel egyenletesen borítja. Általában –8° C alatti hőmérsékleten jön létre.
Durva zúzmara: Legalább mérsékelt, vagy erős szélben, túlhűlt vízcseppekből, ködcseppekből keletkezik. Keletkezését tehát megelőzi egy ködképződés. A lerakódás a tárgyak szél felőli oldalán nagyon vastaggá nőhet és ilyenkor tollakhoz hasonló kinövések jellemzik, amelyek a széllel szembe néznek. A durva zúzmara erősebben tapad a tárgyak felszínéhez, de azért lekaparható. A durva zúzmara egyenetlen összetételű, üvegszerű, de nem átlátszó képződmény.
Jeges zúzmara: Az általa bevont tárgyak felszínén tömören összefüggő, amorf szerkezetű, általában átlátszó réteget képez, amely igen erősen tapad és ezért igen nehezen eltávolítható. Kialakulása 0 és –3° C között a legvalószínűbb, amikor a víz kifagyása lassabban megy végbe, így jobban be tud hatolni a résekbe, tömörebb réteget létrehozva.
A zúzmara komoly károkat okozhat, a jég súlya gyakran leszaggatja a távvezetékeket vagy letöri a faágakat.

## Külső hivatkozások
- Zúzmara Archiválva 2007. augusztus 31-i dátummal a Wayback Machine-ben a Metnet kislexikonában